# Kevin Hanssens
Kevin Hanssens (* 3. April 1984) ist ein belgischer Snookerspieler, der fünfmal die belgische Snooker-Meisterschaft gewonnen hat.

## Karriere
Hanssens machte erstmals auf sich aufmerksam, als er 2003 das Achtelfinale der U19-Europameisterschaft erreichte. In Belgien wurde er 2004 Vize-U21-Meister, bevor er ein Jahr später das Turnier gewinnen konnte. Das qualifizierte ihn jeweils zur Teilnahme an der U21-Amateurweltmeisterschaft; während er 2004 in Runde der letzten 32 gegen Jamie Jones verlor, unterlag er bei der Ausgabe 2005 im Achtelfinale Tian Pengfei. Nach einigen Jahren ohne nennenswerte Ergebnisse erreichte Hanssens 2014 mit Yvan Van Velthoven das Endspiel der belgischen Doppel-Meisterschaft, unterlag aber Peter Bullen und Steve Lemmens. Ein Jahr später nahm er an dem PTC-Event Gdynia Open teil, schied aber noch in der Amateurqualifikation aus. Im selben Zeitraum partizipierte er an der belgischen Meisterschaft und musste sich erst im Achtelfinale geschlagen geben. 2016 zog er aber unter anderem mit einem Sieg über Kevin Van Hove ins Finale des Turnieres ein und kürte sich mithilfe eines 7:3-Sieges über Peter Bullen zum belgischen Meister.
Seine Titelverteidigung musste Hanssens 2017 durch eine Halbfinalniederlage gegen den späteren Turniersieger Jeff Jacobs beenden. In der zweiten Hälfte des Jahres sowie Anfang 2018 nahm er an verschiedenen internationalen Turnieren teil, wobei er bei der Europameisterschaft 2018 in der Runde der letzten 32 und sowohl bei der Amateurweltmeisterschaft 2017 als auch bei der WSF Championship 2018 im Achtelfinale ausschied. Mitte 2018 zog er immerhin ins Viertelfinale der belgischen Meisterschaft ein, ehe er ausschied. Dafür siegte er zusammen mit Tino de Witte in der Doppel-Kategorie. Kurz danach musste er sich im Halbfinale der Amateurweltmeisterschaft geschlagen geben, erzielte damit aber trotzdem das beste Ergebnis bei einem internationalen Turnier bis zu ebenjenem Zeitpunkt. Dennoch setzte er 2019 seine Erfolgsserie mit einer Viertelfinalteilnahme bei der Europameisterschaft fort, bevor er bei der belgischen Meisterschaft desselben Jahres erneut das Endspiel erreichte und das Turnier zum zweiten Mal für sich entscheiden konnte. Trotz enttäuschender Ergebnisse bei den WSF Open 2020 und der EBSA-6-Red-Snooker-Europameisterschaft 2020 konnte er als amtierender belgischer Meister weitere Erfolge erzielen; so erreichte er das Viertelfinale der Amateurweltmeisterschaft 2019 und das Halbfinale der Europameisterschaft 2020.
Nach einer Unterbrechung als Folge der COVID-19-Pandemie konnte Hanssens 2021 mit einer Viertelfinalteilnahme bei der Europameisterschaft an seine vorherigen Ergebnisse nahezu anschließen. Hinzu kam, dass er zusammen mit Julien Leclercq noch im selben Jahr die EBSA European Team Championship gewann. Für Belgien war es der erste Gewinn im Hauptwettbewerb der Team-Europameisterschaft seit 1998. 2022 wurde er zum dritten Mal belgischer Meister und verteidigte damit seinen Titel von 2019, da zwischenzeitlich durch die Pandemie keine Ausgaben stattgefunden hatten. Nur wenig später verpasste er zusammen mit Julien Leclercq nur knapp die Titelverteidigung bei der EBSA European Team Championship; die beiden verloren im Endspiel. 2023 erreichte er erneut das Finale der nationalen Meisterschaft, das er mit 7:0 gegen Sybren Sokolowski klar für sich entscheiden konnte. Im Jahr darauf gewann er neben seinem fünften Titel beim Hauptturnier auch die Meisterschaft im Six-Red-Snooker.

## Erfolge
| Ausgang         | Jahr | Turnier                                | Finalgegner       | Ergebnis |
| --------------- | ---- | -------------------------------------- | ----------------- | -------- |
| Amateurturniere |      |                                        |                   |          |
| Zweiter         | 2004 | Belgische U21-Meisterschaft            | Kevin Van Hove    | 4:6      |
| Sieger          | 2005 | Belgische U21-Meisterschaft            | Kevin Van Hove    | 6:3      |
| Sieger          | 2016 | Belgische Snooker-Meisterschaft        | Peter Bullen      | 7:3      |
| Sieger          | 2019 | Belgische Snooker-Meisterschaft        | Kristof Vermeiren | 7:2      |
| Sieger          | 2022 | Belgische Snooker-Meisterschaft        | Wesley Pelgrims   | 7:5      |
| Sieger          | 2023 | Belgische Snooker-Meisterschaft        | Sybren Sokolowski | 7:0      |
| Sieger          | 2024 | Belgische 6-Reds-Snooker-Meisterschaft | Alain Vandersteen | 6:1      |
| Sieger          | 2024 | Belgische Snooker-Meisterschaft        | Wesley Pelgrims   | 7:1      |

Doppel
| Ausgang | Jahr | Turnier                                  | Teampartner        | Gegner im Finale                     | Endstand |
| ------- | ---- | ---------------------------------------- | ------------------ | ------------------------------------ | -------- |
| Zweiter | 2014 | Belgische Snooker-Meisterschaft – Doppel | Yvan Van Velthoven | Peter Bullen Steve Lemmens           | 4:5      |
| Sieger  | 2018 | Belgische Snooker-Meisterschaft – Doppel | Tino de Witte      | Laurens de Staelen Alain Vandersteen | 5:0      |
| Sieger  | 2021 | EBSA European Team Championship          | Julien Leclercq    | Elfed Evans Darren Morgan            | 5:2      |
| Zweiter | 2022 | EBSA European Team Championship          | Julien Leclercq    | Mateusz Baranowski Antoni Kowalski   | 3:5      |